# Grupo Teatral Bambú
El Grupo Teatral Bambú (GTB) es un grupo independiente, con personería jurídica No. 629-2005, fundado en Tegucigalpa, Honduras, en marzo de 1990.
Ha llevado a escena obras de autores nacionales, extranjeros y de creación colectiva y se han caracterizado por ser un grupo itinerante
y algunos de sus montajes se representan con las mínimas condiciones técnicas y de espacio, llevando así el arte a diferentes ciudades, poblados y comunidades de difícil acceso en Honduras, adaptándose a todo tipo de condición y ambiente.
Sus espectáculos han sido representados en los 18 departamentos de Honduras, en  El Salvador, Guatemala, Costa Rica, Nicaragua, Belice, Panamá, México, Estados Unidos, Colombia, Chile, Argentina, Ecuador y España, teniendo como escenarios:
teatros, plazas públicas, calles, escuelas, colegios, universidades, etc. logrando insertarse en el medio teatral y cultural de cada país visitado.En conmemoración a su aniversario de fundación, organiza cada año el "Festival Internacional de las Artes Escénicas Bambú", convirtiéndose en uno de los
eventos culturales más importantes de Honduras.
El GTB) ha sido acreedor a premios y reconocimientos nacionales, pudiendo mencionar la Hoja de Laurel en Oro que otorga la Secretaría de Cultura, Artes y Deportes, Premio María a las Artes de la Universidad Católica de Honduras,
homenaje y dedicatoria del "Festival Nacional de Teatro Estudiantil" del Instituto oficial Hibueras, "Premios Extra" de la revista Extra Entretenimiento de Diario La Tribuna, y otros.
El Grupo Teatral Bambú o la familia Bambúsina es:
Danilo Lagos, Luisa Cruz, Felipe Acosta, Karla Núñez, Alfonso Valeriano, Rafael Amador, Mariano Rodríguez, Marcos Licona y Edgar Valeriano.
La nueva generación: Gabriela Valeriano Núñez, Leticia Troches, Edgar Gabriel Valeriano Núñez, Reyna Amador, Onan Gutiérrez.

## Nombre
Palabras del director (GTB) Edgar Valeriano:"Admiradores de esa planta tan pacífica como lo es el Bambú y cuando visitamos un taller donde se trabaja con este material, nos damos cuenta de las más de mil utilidades que nos brinda y que no solo sirve para hacer varillas de barrilete como se acostumbra pensar en nuestro medio, porque la mayor parte de personas no le dan la importancia requerida o no les interesa conocer más a fondo lo que es el Bambú.
Lo mismo pasa con el teatro, cuando llegamos a una escuela nos damos cuenta que representar este arte no solamente es de pararse en un escenario y contar un chiste por decirlo así; sino que detrás de una presentación hay todo un trabajo: meses de ensayo, dificultades para realizar un montaje, el cual para la mayor parte de personas va a pasar por alto, ya que no les interesa conocer más a fondo lo que es hacer teatro.
Al caminar por una calle encontramos un pedazo de Bambú, un afiche de teatro, dos elementos de mucha utilidad y de gran importancia para un pueblo pero nuestro país están pasando desapercibidas ambas cosas.
Así como el Bambú simboliza la constancia por permanecer verde todos los meses del año, así el grupo teatral permanecerá trabajando constantemente."